# Culicoides wardi
Culicoides wardi är en tvåvingeart som beskrevs av Boorman 1989. Culicoides wardi ingår i släktet Culicoides och familjen svidknott.
Artens utbredningsområde är Förenade Arabemiraten. Inga underarter finns listade i Catalogue of Life.